# Акопов, Эдуард Тигранович
Эдуа́рд Тигра́нович Ако́пов (24 июня 1945, Баку — 31 января 2022, Лос-Анджелес) — советский и российский сценарист, театральный драматург, писатель. Первый Президент Гильдии сценаристов СССР, впоследствии Гильдии сценаристов России.

## Биография
Родился 24 июня 1945 года в Баку, в армянской семье. Окончив в 1967 году Азербайджанский институт нефти и химии, несколько лет работал на заводах и в НИИ инженером по электронной технике и счётно-вычислительным машинам. Ещё в студенческие годы начал писать рассказы и печататься в местных журналах.
В 1972 году окончил Высшие курсы сценаристов и режиссёров, обучался в мастерской кинодраматурга Будимира Метальникова.
Его дипломной работой был сценарий «Человек из „Олимпа“».
Имя Эдуарда Акопова стоит в титрах таких известных картин, как «Солдат и слон» (1977), «Сдаётся квартира с ребёнком» (1978), «Шелковица» (1979), «Будьте моим мужем» (1981), «Воскресный папа» (1985), «Человек с бульвара Капуцинов» (1987), «Друг» (1987) и др.
Более 30 фильмов снято по его сценариям, в них играли такие актёры, как Андрей Миронов, Валентин Гафт, Олег Табаков, Лев Дуров, Фрунзик Мкртчян, Елена Проклова. Фильмы Эдуарда Акопова «Человек с бульвара Капуцинов», «Солдат и слон», «Шелковица» и многие другие завоевали призы на международных фестивалях во Франции, Швеции, Швейцарии, Германии, России, его пьесы поставлены множеством театров, в том числе и за рубежом, проза печатается в российских изданиях.
В последние годы драматург продолжал успешно работать, по его сценариям сняты «Только раз»… (2002), «Парк советского периода» (2006), «Застава» (2007), «Человек с бульвара КапуциноК» (2009). Входил в состав Гильдии кинодраматургов.
Первый Президент Гильдии Сценаристов СССР, впоследствии Гильдии Сценаристов России. Дважды подряд переизбирался на этот пост.
В последние годы Эдуард Акопов жил в Лос-Анджелесе.
Скончался 31 января 2022 года в Лос-Анджелесе. Причиной смерти стал инфаркт как осложнение после коронавируса.

## Фильмография
Сценарист:
- 2010 год — Человек с бульвара Капуцинок
- 2007 год — Застава
- 2006 год — Парк советского периода
- 2002 год — Только раз…
- 1989 год — Восточная плутовка
- 1989 год — Остров
- 1987 год — Друг
- 1987 год — Человек с бульвара Капуцинов
- 1986 год — Воскресный папа
- 1986 год — Последнее воскресенье
- 1985 год — Бунт невесток
- 1982 год — Пришелец
- 1981 год — Будьте моим мужем
- 1979 год — Бабушкин внук
- 1979 год — О, Геворк
- 1979 год — Цепочка
- 1979 год — Шелковица | Tteni | Թթենի
- 1979 год — Молодость, выпуск 2-й (киноальманах)
- 1978 год — Звёздное лето
- 1978 год — Сдаётся квартира с ребёнком
- 1977 год — Солдат и слон | Զինվորն ու փիղը
- 1976 год — Здесь мой причал
- 1974 год — Человек из «Олимпа»
- 1974 год — Первый снег

## Пьесы
«Почти рождественский рассказ», «Остров», «Пёс», «Бабушкин внук», «Брат сестры»